# Cachoeiras de Kuang Si
As Cachoeiras Kuang Si são um complexo de quedas d’água localizadas no Laos que variam entre tons de azul-turquesa a verde-esmeralda, e que parecem um verdadeiro cartão-postal. Este é o destino preferido dos turistas que visitam o país.
Para entrar no Parque Tat Kuang Si Parque todos devem pagar uma taxa de entrada (20.000 kip). A partir da entrada, se pode caminhar por uma área florestal onde há caixas de habitação de ursos pretos asiáticos resgatados por caçadores.
Na parte inferior das quedas existem várias piscinas azuis de água e pequenas cascatas (3-5 metros de altura), algumas das quedas são multicamadas. A maioria das piscinas estão abertas para a natação (uma está fechada como sendo um local sagrado). 
As quedas são um popular cool-off entre moradores e turistas durante a estação quente. 
O local está bem conservado, com passarelas e pontes para orientar os visitantes.
Há também trilhas para subir até o topo da cachoeira, onde há uma enorme e impressionante piscina e sua fonte.